# Johan Jansson
Pour les articles homonymes, voir Jansson.
Johan Jansson est un plongeur suédois né le 18 juillet 1892 à Stockholm et mort le 10 octobre 1943 à Bromma.

## Biographie
Johan Jansson est médaillé d'argent en plongeon haut simple aux Jeux olympiques d'été de 1924 à Paris et médaillé de bronze aux Jeux olympiques d'été de 1912 à Stockholm ainsi qu'aux Jeux olympiques d'été de 1920 à Anvers.